# Брукс, Кейон
Кейон Брукс младший (англ. Keion Brooks Jr.; род. 7 августа 2000, Форт-Уэйн, Индиана) — американский профессиональный баскетболист, выступающий за клуб Национальной баскетбольной ассоциации «Нью-Орлеан Пеликанс». На студенческом уровне выступал за «Кентукки Уайлдкэтс» и «Вашингтон Хаскис». Играет на позициях лёгкого и тяжёлого форварда.

## Профессиональная карьера

### Нью-Орлеан Пеликанс / Бирмингем Сквадрон (2024–настоящее время)
После того, как Брукс не был выбран на драфте НБА 2024 года, он присоединился к «Нью-Орлеан Пеликанс» для участия в Летней лиге НБА 2024 года. 24 сентября 2024 года подписал контракт с командой. Однако 16 октября Брукс был отчислен, а 28 октября он присоединился к «Бирмингем Сквадрон» .
9 января 2025 года Брукс подписал двусторонний контракт с «Пеликанс». Он дебютировал в НБА 5 февраля против «Денвер Наггетс», сыграв 3 минуты. 10 февраля против «Оклахомы-Сити Тандер» Брукс сыграл 7 минут и набрал свои первые 4 очка в карьере в НБА.

## Статистика

### Статистика в НБА
| Сезон                                                                                    | Команда    | Регулярный сезон | Регулярный сезон | Регулярный сезон | Регулярный сезон | Регулярный сезон | Регулярный сезон | Регулярный сезон | Регулярный сезон | Регулярный сезон | Регулярный сезон | Регулярный сезон | Серия плей-офф | Серия плей-офф | Серия плей-офф | Серия плей-офф | Серия плей-офф | Серия плей-офф | Серия плей-офф | Серия плей-офф | Серия плей-офф | Серия плей-офф | Серия плей-офф |
| Сезон                                                                                    | Команда    | GP               | GS               | MPG              | FG%              | 3P%              | FT%              | RPG              | APG              | SPG              | BPG              | PPG              | GP             | GS             | MPG            | FG%            | 3P%            | FT%            | RPG            | APG            | SPG            | BPG            | PPG            |
| ---------------------------------------------------------------------------------------- | ---------- | ---------------- | ---------------- | ---------------- | ---------------- | ---------------- | ---------------- | ---------------- | ---------------- | ---------------- | ---------------- | ---------------- | -------------- | -------------- | -------------- | -------------- | -------------- | -------------- | -------------- | -------------- | -------------- | -------------- | -------------- |
| 2024/25                                                                                  | Нью-Орлеан | 14               | 6                | 23,7             | 48,6             | 32,6             | 73,3             | 4,1              | 0,9              | 0,7              | 0,7              | 10,1             | Не участвовал  | Не участвовал  | Не участвовал  | Не участвовал  | Не участвовал  | Не участвовал  | Не участвовал  | Не участвовал  | Не участвовал  | Не участвовал  | Не участвовал  |
|                                                                                          | Всего      | 14               | 6                | 23,7             | 48,6             | 32,6             | 73,3             | 4,1              | 0,9              | 0,7              | 0,7              | 10,1             | Не участвовал  | Не участвовал  | Не участвовал  | Не участвовал  | Не участвовал  | Не участвовал  | Не участвовал  | Не участвовал  | Не участвовал  | Не участвовал  | Не участвовал  |
| Наведите курсор мыши на аббревиатуры в заголовке таблицы, чтобы прочесть их расшифровку. |            |                  |                  |                  |                  |                  |                  |                  |                  |                  |                  |                  |                |                |                |                |                |                |                |                |                |                |                |

### Статистика в Джи-Лиге
| Сезон                                                                                    | Команда            | Регулярный сезон | Регулярный сезон | Регулярный сезон | Регулярный сезон | Регулярный сезон | Регулярный сезон | Регулярный сезон | Регулярный сезон | Регулярный сезон | Регулярный сезон | Регулярный сезон | Серия плей-офф | Серия плей-офф | Серия плей-офф | Серия плей-офф | Серия плей-офф | Серия плей-офф | Серия плей-офф | Серия плей-офф | Серия плей-офф | Серия плей-офф | Серия плей-офф |
| Сезон                                                                                    | Команда            | GP               | GS               | MPG              | FG%              | 3P%              | FT%              | RPG              | APG              | SPG              | BPG              | PPG              | GP             | GS             | MPG            | FG%            | 3P%            | FT%            | RPG            | APG            | SPG            | BPG            | PPG            |
| ---------------------------------------------------------------------------------------- | ------------------ | ---------------- | ---------------- | ---------------- | ---------------- | ---------------- | ---------------- | ---------------- | ---------------- | ---------------- | ---------------- | ---------------- | -------------- | -------------- | -------------- | -------------- | -------------- | -------------- | -------------- | -------------- | -------------- | -------------- | -------------- |
| 2024/25                                                                                  | Бирмингем Сквадрон | 42               | 41               | 34,6             | 44,2             | 33,5             | 74,3             | 6,5              | 2,4              | 1,2              | 1,0              | 16,6             | Не участвовал  | Не участвовал  | Не участвовал  | Не участвовал  | Не участвовал  | Не участвовал  | Не участвовал  | Не участвовал  | Не участвовал  | Не участвовал  | Не участвовал  |
|                                                                                          | Всего              | 42               | 41               | 34,6             | 44,2             | 33,5             | 74,3             | 6,5              | 2,4              | 1,2              | 1,0              | 16,6             | Не участвовал  | Не участвовал  | Не участвовал  | Не участвовал  | Не участвовал  | Не участвовал  | Не участвовал  | Не участвовал  | Не участвовал  | Не участвовал  | Не участвовал  |
| Наведите курсор мыши на аббревиатуры в заголовке таблицы, чтобы прочесть их расшифровку. |                    |                  |                  |                  |                  |                  |                  |                  |                  |                  |                  |                  |                |                |                |                |                |                |                |                |                |                |                |

### Статистика в NCAA
| Сезон | Команда   | Conf      | Class     | GP  | GS  | MPG  | FG%  | 3P%  | FT%  | RPG | APG | SPG | BPG | PPG  |
| --- | --------- | --------- | --------- | --- | --- | ---- | ---- | ---- | ---- | --- | --- | --- | --- | ---- |
| 2019/20 | Кентукки  | SEC       | FR        | 31  | 6   | 15,1 | 47,2 | 26,3 | 63,0 | 3,2 | 0,2 | 0,4 | 0,4 | 4,5  |
| 2020/21 | Кентукки  | SEC       | SO        | 16  | 3   | 23,6 | 44,1 | 21,4 | 79,5 | 6,8 | 1,6 | 0,6 | 0,8 | 10,3 |
| 2021/22 | Кентукки  | SEC       | JR        | 33  | 33  | 24,5 | 49,1 | 23,3 | 78,3 | 4,4 | 1,0 | 0,7 | 0,6 | 10,8 |
| 2022/23 | Вашингтон | Pac-12    | SR        | 30  | 30  | 35,5 | 43,3 | 28,6 | 79,4 | 6,7 | 1,4 | 0,7 | 1,2 | 17,7 |
| 2023/24 | Вашингтон | Pac-12    | SR        | 32  | 32  | 35,0 | 48,7 | 38,0 | 79,4 | 6,8 | 1,4 | 0,7 | 0,8 | 21,1 |
| Всего | Всего     | Всего     | Всего     | 142 | 104 | 27,0 | 46,6 | 31,3 | 78,4 | 5,4 | 1,1 | 0,6 | 0,8 | 13,1 |
| Кентукки | Кентукки  | Кентукки  | Кентукки  | 80  | 42  | 20,7 | 47,4 | 23,4 | 75,9 | 4,4 | 0,8 | 0,6 | 0,6 | 8,3  |
| Вашингтон | Вашингтон | Вашингтон | Вашингтон | 62  | 62  | 35,3 | 46,1 | 33,7 | 79,4 | 6,8 | 1,4 | 0,7 | 1,0 | 19,4 |
| Наведите курсор мыши на аббревиатуры в заголовке таблицы, чтобы прочесть их расшифровку Статистика приведена с сайта sports-reference.com |           |           |           |     |     |      |      |      |      |     |     |     |     |      |